# Gravellona Toce
Gravellona Toce är en ort och kommun i provinsen Verbano-Cusio-Ossola i regionen Piemonte i Italien.  Kommunen hade 7 808 invånare (2018) och gränsar till kommunerna Baveno, Casale Corte Cerro, Mergozzo, Omegna, Ornavasso, Stresa och Verbania.